# Andreas Ivanschitz
Andreas Ivanschitz [ˈi.van.ʃɪt͡s] (* 15. Oktober 1983 in Eisenstadt, Burgenland) ist ein ehemaliger österreichischer Fußballspieler. Von 2003 bis 2009 war er Kapitän der österreichischen Nationalmannschaft, mit der er an der Europameisterschaft 2008 teilnahm.

## Vereinskarriere

### Jugend in Baumgarten und Wien
Seine sportliche Laufbahn begann Ivanschitz beim Fußballverein des Ortes Baumgarten im Burgenland, wo er aufgewachsen war. Er wechselte im Februar 1998 mit 14 Jahren in die Jugendabteilung des SK Rapid Wien. Aus diesem Grund wechselte er auch die Schule. Nachdem er zunächst das Bundesgymnasium und Bundesrealgymnasium Mattersburg besucht hatte, war er von 1998 bis 2003 Schüler des ORG Maroltingergasse, das seit dem Schuljahr 1993/94 in einer Kooperation mit dem SK Rapid Wien stand. Die Schule schloss er mit der Matura ab.
Mit 16 Jahren war er der jüngste Spieler, der bis dahin in der Kampfmannschaft von Rapid zu einem Pflichtspieleinsatz gekommen war (26. Oktober 1999 im Cup gegen Ranshofen). Sein Debüt in der österreichischen Bundesliga absolvierte er am 20. Mai 2000 im Spiel gegen den SV Austria Salzburg. Sein erstes Bundesligator erzielte er am 2. Dezember 2000 beim 5:0-Sieg gegen SC Schwarz-Weiß Bregenz. 2000 wurde er in den Profikader aufgenommen. 2005 wurde Ivanschitz mit Rapid österreichischer Meister.

### FC Red Bull Salzburg
Am 9. Jänner 2006 wechselte Ivanschitz zu Red Bull Salzburg, konnte sich im internationalen Kader des Trainergespanns Giovanni Trapattoni und Lothar Matthäus aber nicht durchsetzen. Der Wechsel und sein kurz davor gemachtes Versprechen, innerhalb Österreichs nicht zu wechseln, brachte ihn bei den Rapid-Fans in Misskredit.

### Panathinaikos Athen
Am 12. August 2006 wurde er für ein Jahr an den griechischen Erstligisten Panathinaikos Athen verliehen. Im April 2007 verlängerte Panathinaikos den Vertrag von Ivanschitz bis 30. Juni 2008. Im Juli 2009 einigten sich beide Vereine auf einen Verkauf des Nationalspielers.

### 1. FSV Mainz 05
Am 18. Juli 2009 verließ er die Athener und wechselte in die deutsche Fußball-Bundesliga zum 1. FSV Mainz 05 und unterschrieb dort einen Leihvertrag für zwei Jahre. Dieser beinhaltete eine Kaufoption, mit der Ivanschitz bis 2013 an den Verein gebunden werden konnte. Sein erstes Pflichtspiel absolvierte er am 31. Juli 2009 in der ersten Runde des DFB-Pokals 2009/10. Dort unterlagen die Mainzer jedoch dem viertklassigen VfB Lübeck.
In seinen ersten beiden Ligaspielen gab er jeweils eine Torvorlage. Am dritten Spieltag am 22. August 2009 erzielte er sein erstes Tor im Mainzer Dress. Damit verhalf er dem Verein zum ersten Sieg über Bayern München. Am sechsten Spieltag gelang ihm der Sprung auf Platz eins der Scorerliste der Liga, den er erst am 13. Spieltag wieder abgab. In seinen ersten elf Spielen erzielte er sechs Tore und gab ebenso viele Torvorlagen. Danach verschlechterte sich seine Form, woran eine Grippe Anteil hatte. Am 3. April 2010 bekam er beim Spiel in Nürnberg nach 188 Sekunden den zu diesem Zeitpunkt schnellsten Platzverweis in der Bundesliga.
In der Saison 2010/11 setzte der Mainzer Trainer Thomas Tuchel auf eine sehr starke Rotation. So kam Ivanschitz zwar zu 20 Einsätzen, spielte dabei aber nur dreimal über die volle Zeit. Dennoch war er wichtiger Teil der Mannschaft. Am 31. Jänner 2011 kaufte der 1. FSV Mainz 05 ihn endgültig von Panathinaikos Athen. Ivanschitz, dessen Leihvertrag im Juni 2011 ausgelaufen wäre, unterschrieb einen Anschlussvertrag bis zum 30. Juni 2013. Am Ende kam er auf drei Tore und belegte mit seinem Verein den fünften Tabellenplatz. 2011/12 spielte er bei seinen 26 Einsätzen ebenfalls nur selten durch, erzielte aber sechs Tore. Im Laufe der Rückrunde 2012/13 kündigte Mainz 05 an, seinen zum Saisonende endenden Vertrag nicht zu verlängern.

### Levante UD
Zur Saison 2013/14 wechselte Ivanschitz in die spanische Primera División zur Levante UD. Im dritten Saisonspiel gegen Rayo Vallecano erzielte er in der 93. Minute mit dem Siegtreffer zum 2:1 sein erstes Pflichtspieltor für seinen neuen Verein. Nach einer guten ersten Saison lief es für Ivanschitz in weiterer Folge durch mehrfache Trainerwechsel und Verletzungen nicht mehr nach Wunsch. Zuletzt saß er unter Trainer Lucas Alcaraz nur noch auf der Tribüne und wurde nicht mehr berücksichtigt. Für Levante absolvierte er 49 Ligaspiele, in denen er vier Tore erzielte. Mit dem Verein einigte er sich im Juni 2015 auf eine vorzeitige Auflösung seines bis 30. Juni 2016 laufenden Vertrages. Ivanschitz bereute seine Zeit in Spanien aus sportlicher Sicht jedoch nicht:

„Eine Horizonterweiterung. Es nimmt dir keiner, gegen Messi oder Ronaldo gespielt zu haben. Vor allem in der ersten Saison lief es optimal.“

 Aufgrund seiner wenigen Spiele und der großen Konkurrenz im Mittelfeld stand Ivanschitz für die österreichische Fußballnationalmannschaft zum Ende seiner Zeit in Spanien nur auf der Abrufliste.

### Seattle Sounders
Im Sommer 2015 wurde Ivanschitz vom US-amerikanischen MLS-Team Seattle Sounders verpflichtet. Am 10. Dezember 2016 gewann er mit seinem Team das Endspiel und wurde mit ihm Meister der MLS. Das Finale endete torlos. Beim Elfmeterschießen erzielte auch Andreas Ivanschitz ein Tor.

### Viktoria Pilsen und Karriereende
Im Jänner 2017 wechselte Ivanschitz zum tschechischen Erstligisten Viktoria Pilsen, bei dem er einen Vertrag mit einer Laufzeit von eineinhalb Jahren unterschrieb. Mit der Mannschaft wurde er 2018 tschechischer Meister. Nach 13 Ligaspielen und einem Einsatz in einem Gruppenspiel der Europa League 2017/18 lief sein Vertrag im Sommer 2018 aus.
Er beendete seine Karriere als Fußballer Anfang November 2018.

## Nationalmannschaftskarriere
Sein Debüt in der österreichischen Nationalmannschaft gab Ivanschitz am 26. März 2003 gegen Griechenland unter dem damaligen Teamchef Hans Krankl. Im EM-Qualifikationsspiel gegen die Tschechische Republik am 11. Oktober 2003 trug er zum ersten Mal die Kapitänsschleife und ist damit mit 19 Jahren und 361 Tagen der jüngste ÖFB-Nationalteamkapitän seit Kriegsende. Da er für das WM-Qualifikationsspiel gegen Rumänien nicht von Teamchef Dietmar Constantini einberufen worden war, wurde Emanuel Pogatetz neuer Mannschaftskapitän. Nach zweieinhalb Jahren gab Ivanschitz am 7. Oktober 2011 gegen Aserbaidschan sein Comeback, bei seinem 50. Spiel für das Nationalteam erzielte er auch ein Tor. Sein letztes von insgesamt 69 Länderspielen bestritt Ivanschitz am 3. Juni 2014 beim 2:1-Sieg der österreichischen Nationalmannschaft im Freundschaftsspiel gegen Tschechien in Olmütz.

## Titel und Erfolge
- 1 × Österreichischer Meister: 2005 (SK Rapid Wien)
- 1 × MLS Cup: 2016 (Seattle Sounders FC)
- 1 × tschechischer Meister: 2018 (FC Viktoria Plzeň)
- 1 × Österreichischer Cupfinalist: 2005 (SK Rapid Wien)
- 1 × Griechischer Cupfinalist: 2007 (Panathinaikos Athen)
- 2 × Teilnahme an der UEFA Champions League: 2005 (Rapid), 2008 (Panathinaikos Athen)
- 1 × Österreichs Fußballer des Jahres: 2003
- 1 × Teilnahme an der Europameisterschaft: 2008

## Die Karriere danach
Bereits während seiner Fußballkarriere begann Ivanschitz sich als Investor an Start-Ups zu beteiligen. So war er unter anderem von 2015 bis 2018 über einen Zeitraum von über drei Jahren Investor der all i need beverage GmbH. Mit der Übernahme durch den deutschen Getränkekonzern Capri-Sun im Oktober 2018 stieg Ivanschitz aus dem Unternehmen aus. Kurz danach hatte Ivanschitz auch sein Karriereende als Fußballspieler öffentlich bekanntgegeben.
Von Mai 2019 bis Jänner 2021 war er Shareholder der tegaferm Holding GmbH mit Sitz in Baumgarten und ist wiederum seit Oktober 2018 Investor und Brand Ambassador der Playerhunter GmbH aus Wien, die eine App für Fußballspieler und -spielerinnen entwickelt hat. Auch Manuel Ortlechner ist einer der Investoren dieses Unternehmens.
Seit Februar 2019 ist er Investor und strategischer Partner des Wiener Carsharing-Unternehmens ELOOP und ist seit Oktober 2019 im Vorstand der Alpha Champ GmbH, die weltweit neuartige Triple Trampoline herstellt und vermarktet.
Für einige Zeit war er auch als Co-Kommentator bei DAZN engagiert.
Ende Oktober 2020 wurde Ivanschitz als neuer Ausbildungsmanager der Vienna vorgestellt. Im Januar 2023 trat er die Nachfolge von Markus Katzer als Sportdirektor der Vienna an.

## Sonstiges
Ivanschitz ist burgenlandkroatischer Herkunft. Sein Familienname wird auf der ersten Silbe betont: [ˈi.van.ʃɪt͡s].
Er hat zwei ältere Brüder. Sein ältester Bruder Martin (* 1975) war einst ebenfalls im Profifußball aktiv und ist mittlerweile Sportmediziner. Sein um drei Jahre älterer Bruder Clemens (* 1980) war ebenfalls Fußballspieler und ist unter anderem auch als Musiker und Taubenzüchter tätig. Sein Vater Ewald Ivanschitz (1953–2014) war Klarinettist, Mitglied beim Kammerorchester Joseph Haydn und beim Wiener Opernball-Orchester und Musikpädagoge am Joseph Haydn-Konservatorium in Eisenstadt. Andreas Ivanschitz bestand in seiner Kindheit am Joseph Haydn-Konservatorium die Aufnahmeprüfung und bekam fünf Jahre lang bis zu seinem 14. Lebensjahr Konservatoriumsunterricht an der Oboe. Neben Oboe spielte er auch Klavier und Schlagzeug.
Ivanschitz war als erster Österreicher auf dem Cover des Videospiels FIFA 08 von EA Sports abgebildet. Dies galt allerdings nur für die österreichische Ausgabe. Des Weiteren wurden seine Bewegungen für das Spiel durch Motion Capture aufgezeichnet. Zwei Jahre später zierte er nochmals das Cover, diesmal für FIFA 10.
Seit 2007 ist er mit der zwei Jahre jüngeren Anja (geborene Stieglitz) verheiratet und ist Vater von drei Kindern (ein Sohn und zwei Töchter), von denen allesamt im Fußballsport aktiv sind. Der älteste Nachwuchs, der 2007 geborene Sohn Ilia, begann seine Karriere im Ausland und schaffte über die Vienna Anfang des Jahres 2021 den Sprung in die Nachwuchsabteilung des FC Red Bull Salzburg. Die 2010 geborene Nahla tritt ebenfalls seit der Rückkehr nach Österreich seit Herbst 2019 im Nachwuchs der Vienna in Erscheinung. Auch die 2014 geborene Tochter Luna trat bereits in die Fußstapfen ihres Vaters. Während seines Karriereausklangs in Tschechien lebte Ivanschitz mit seiner Familie in Prag, wo die Kinder eine internationale Schule besuchten.